# U.S. Robotics
U.S. Robotics ist ein Unternehmen der IT/TK-Branche, das 1976 in den Vereinigten Staaten gegründet wurde. Der Hauptsitz des Unternehmens befindet sich in Schaumburg, Illinois.
U.S. Robotics war Mitte der 1980er bis Ende der 1990er Jahre ein Wegbereiter auf dem Gebiet der Entwicklung und Herstellung von Telefonmodems für analoge Festnetzanschlüsse. In späteren Jahren bot das Unternehmen Netzwerkprodukte an. Neben Modems werden Produkte für den Bereich DSL/Breitband, WLAN und für die Vernetzung von Privatanwendern und kleinen Unternehmen hergestellt.

## Firmengeschichte
- 1976 Gründung von U.S. Robotics

Älteres Logo

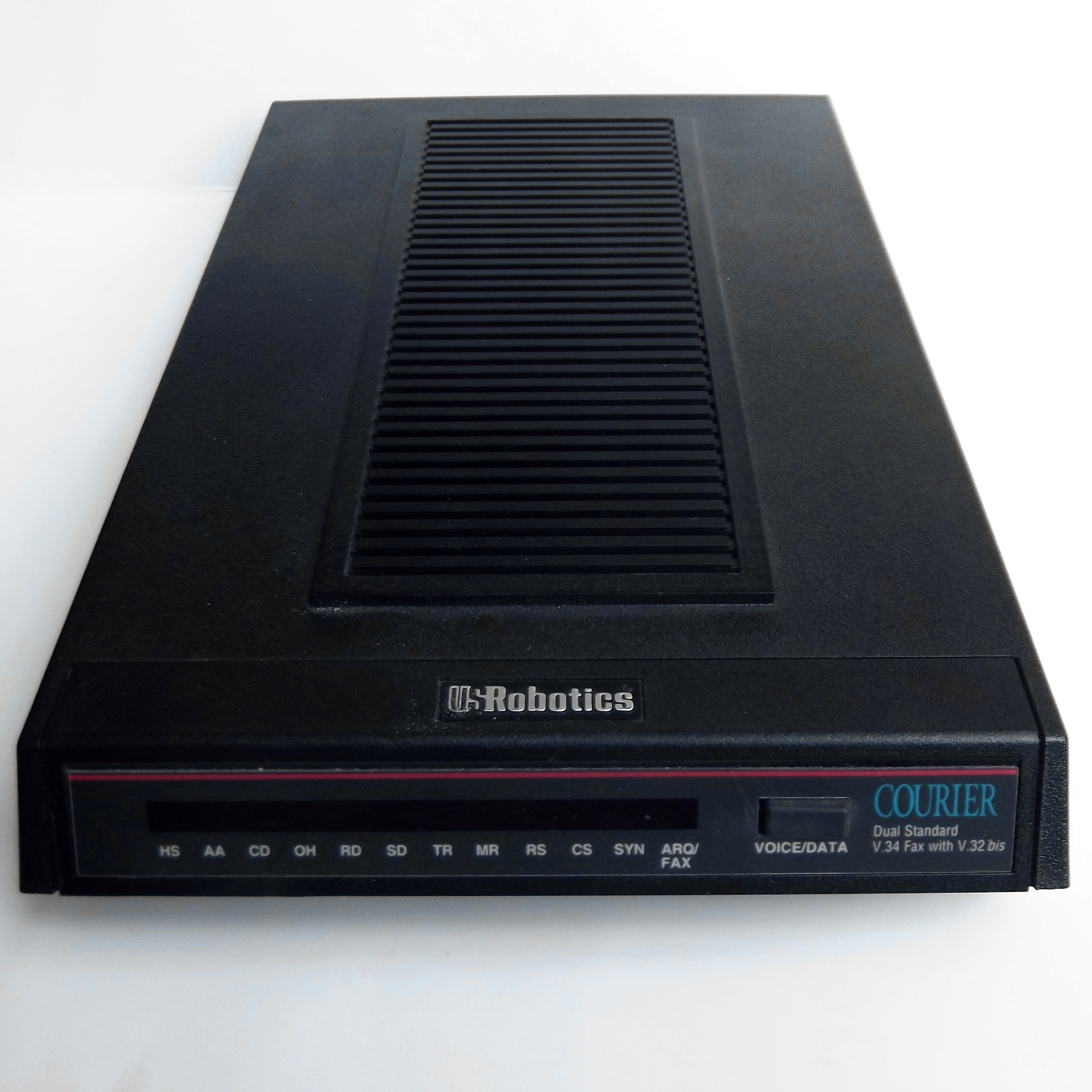
Analoges Telefonmodem (Courier)

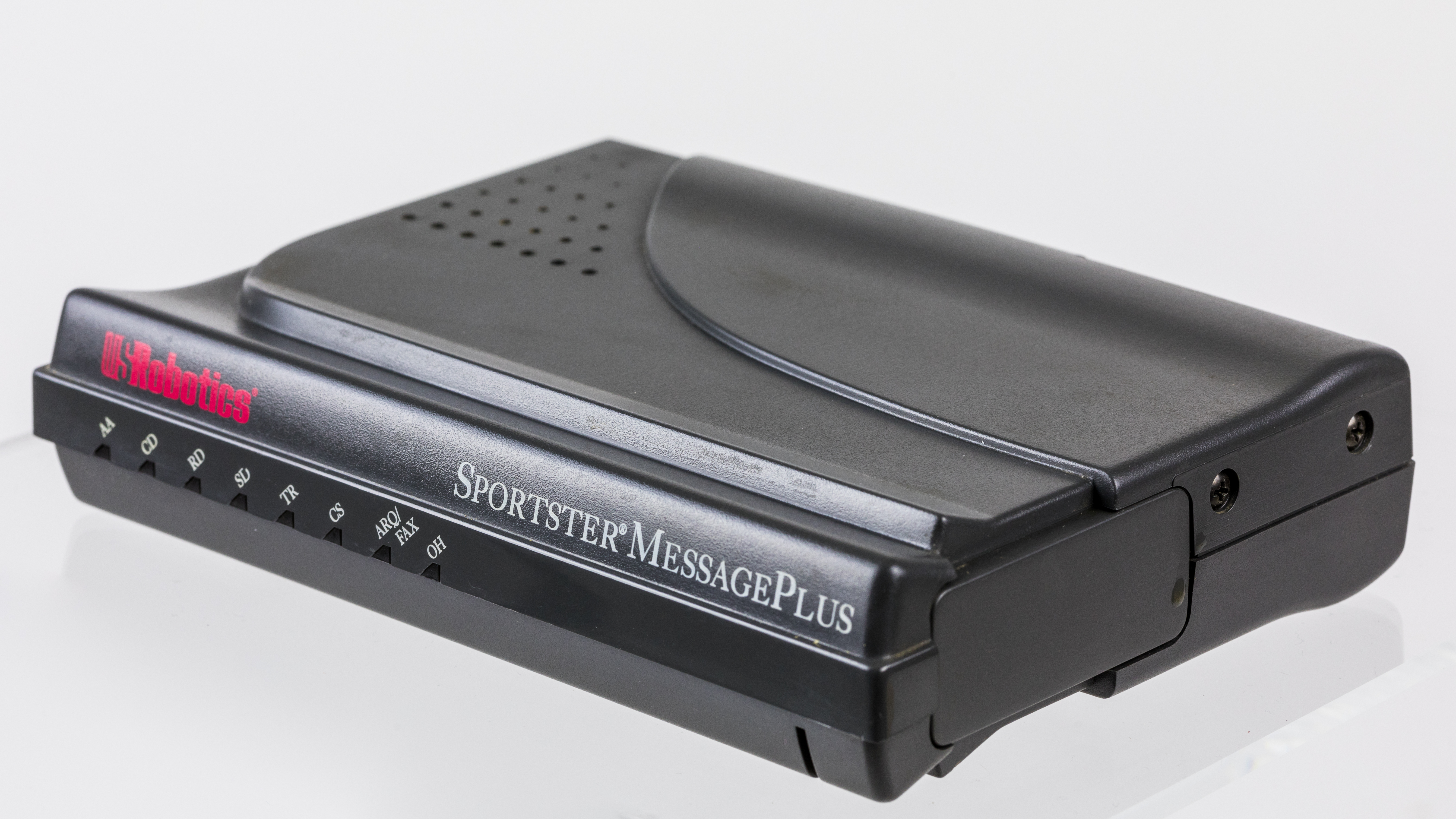
Analoges 56K-Modem Sportster Message Plus

- 1995 U.S. Robotics kauft die Firma Palm. Inc. Hersteller der Handheld-Serie Palm
- 1997 wird U.S. Robotics wiederum vom Unternehmen 3Com aufgekauft
- 2000 U.S. Robotics wird wieder selbständig, ebenfalls die Palm-Abteilung
- 2005 U.S. Robotics wird von Platinum Equity aufgekauft[1]
- 2013 U.S. Robotics wird von UNICOM Systems übernommen[2]

## U.S. Robotics bei Isaac Asimov
In Isaac Asimovs Geschichten wird eine Firma mit dem Namen „U.S. Robots and Mechanical Men, Inc.“ erwähnt. Diese fiktive Firma wurde in Asimovs Robot Stories 1982 unter dem Namen „U.S. Robot Company“ gegründet. „U.S. Robots and Mechanical Men“ stellt in den Geschichten den führenden Hersteller für Roboter dar. Die fiktive Firma spielt ebenfalls in dem auf einer Asimov-Geschichte basierenden Film I, Robot mit Will Smith eine Rolle, dort unter dem Namen U.S. Robotics.
Die reale Firma wurde nach Asimovs Unternehmen benannt.